# Mühlenstrom

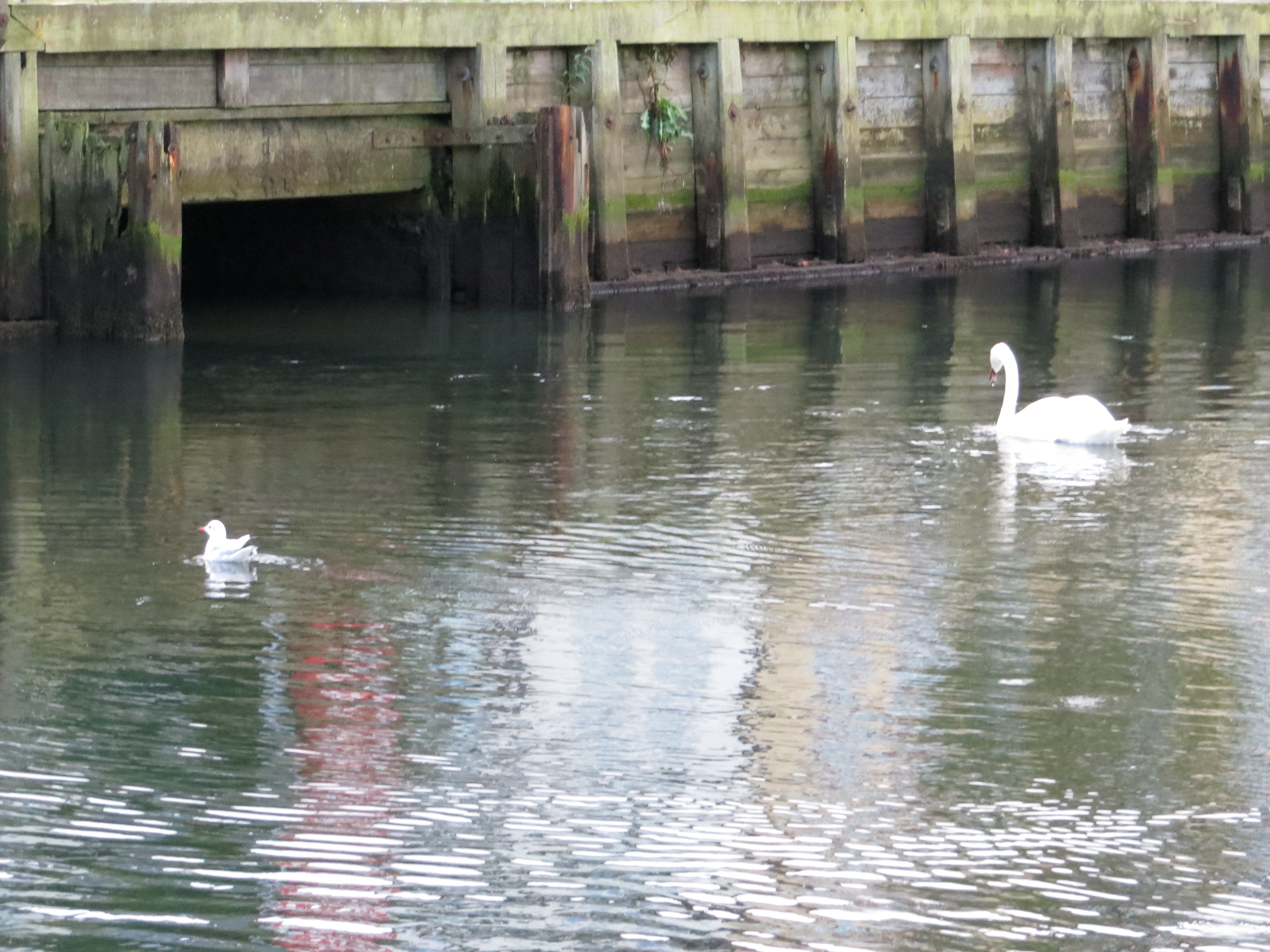
Der Mühlenstrom, wie er heutzutage in die Flensburger Förde fließt

Mühlenstrom ist ein Fluss der Stadt Flensburg. Der um den Fluss umliegende Landschaftsteil trägt den Namen Mühlenstromtal.

## Flussverlauf
Mühlenstrom hat seinen Anfang beim Wilhelminental. Dort münden die Flüsse Scherrebek, Marienau und Flensau im Mühlenstrom. Der Mühlenstrom verläuft in nordöstlicher Richtung. Ganze Teile des Mühlenstroms sind zunächst noch unverrohrt. Umliegend breitet sich das sogenannte Mühlenstromtal, mit einer Größe von rund 22,6 Hektarn, um den Fluss aus. Nach ungefähr zwei Kilometer, im Bereich der Flensburger Innenstadt ist er vollständig verrohrt und er richtet sich nordwärts aus, um schließlich nach insgesamt rund drei Kilometern in der Flensburger Förde zu münden.
Doch das Mühlenstrom-Gewässersystem nimmt insgesamt eine noch größere Fläche ein, nämlich ungefähr 40 Quadratkilometer. Zum besagten großflächigen Flusssystem gehören neben den schon erwähnten Flüssen Scherrebek, Marienau und Flensau auch noch die Peelwatt, die Nikolaibek, die Jarplunder Au sowie die Westenwatt, welche südöstlich von Flensburg, unweit des Höckeberges, der höchsten Erhebung Angelns entspringt.

## Mühlenteiche
Früher speiste der Mühlenstrom im Bereich zwischen Bahnhofsvorplatz und Katharinenkloster einen See, namens Mühlenteich. Als um 1575 die Wegverbindung Munketoft entstand, wurde der Mühlenteich damit in zwei Teile geteilt. Es entstanden der Kleine Mühlenteich (ungefähr dort, wo sich heute das Deutsche Haus befindet) und der Großen Mühlenteich (ungefähr dort, wo sich heute der Carlisle-Park und der Willi-Merkl-Platz befinden). Im 19. Jahrhundert siedelte sich die Flensburger Brauerei am Mühlenteich an. Anfang des 20. Jahrhunderts wurden diese beiden Teiche trockengelegt. Überschüssiges Wasser wurde dabei offenbar in einem Überschwemmbereich des Mühlenteiches, bei der Valentinerallee verdrängt. Es entstand damit der heute noch bestehende „Lütte Mühlenteich“. Am Ufer des Bahnteiches baute die Bahn ein Wasserwerk, zur Versorgung der Dampflokomotiven.

## Mühlenstandorte am Fluss
An der Mühlenstrommündung an der Flensburger Hafenspitze befand sich im Mittelalter die Königliche Wassermühle. Die ursprüngliche Hafenspitze verlandete im Laufe der Zeit und das Land mit der Hafenspitze wuchs nordwärts. Der ehemalige Standort der Wassermühle befindet sich daher heute auf dem C&A-Gelände, bei der Angelburger Straße. Auf der Südseite der Mühle befand sich der schon erwähnte Mühlenteich. Wie andere Mühlenteiche diente dieser zum Antrieb der Wassermühle. (Die besagte Wassermühle findet im Übrigen auch im Zusammenhang mit dem Sagenstoff um die fünf bösen Burgherren ihre Erwähnung.) Die Wassermühle brannte im 20. Jahrhundert ab und wurde nicht wieder aufgebaut. Der letzte Müller, Nikolaus Ringe, wurde später auf dem Friedhof Adelby beigesetzt. Das Grab von Nikolaus Ringe blieb bis heute erhalten.
Im 19. Jahrhundert wurde zudem eine Ölmühle eingerichtet. Das Gebäude der Bunzenmühle (Wilhelminental 36) wurde bei einem Luftangriff auf Flensburg im Jahr 1942 zerstört. Der unmittelbar nach der Zerstörung errichtete Ersatzbau blieb bis heute erhalten.
Von den Mühlen die von der Wasserkraft des Mühlenstroms angetrieben wurde, ist heute noch die Papiermühle im Mühlenstromtal im Betrieb.

## Weitere Bestandteile
- Mühlenstrom-Wasserrad beim ZOB: Das Wasserrad entstand 1998 am Zentralen Omnibusbahnhof Flensburg als Kunstwerk, um den Mühlenstrom wieder sichtbar zu machen. Geschaffen wurde das Kunstwerk von Uwe Appold.